# Ryan Dalziel

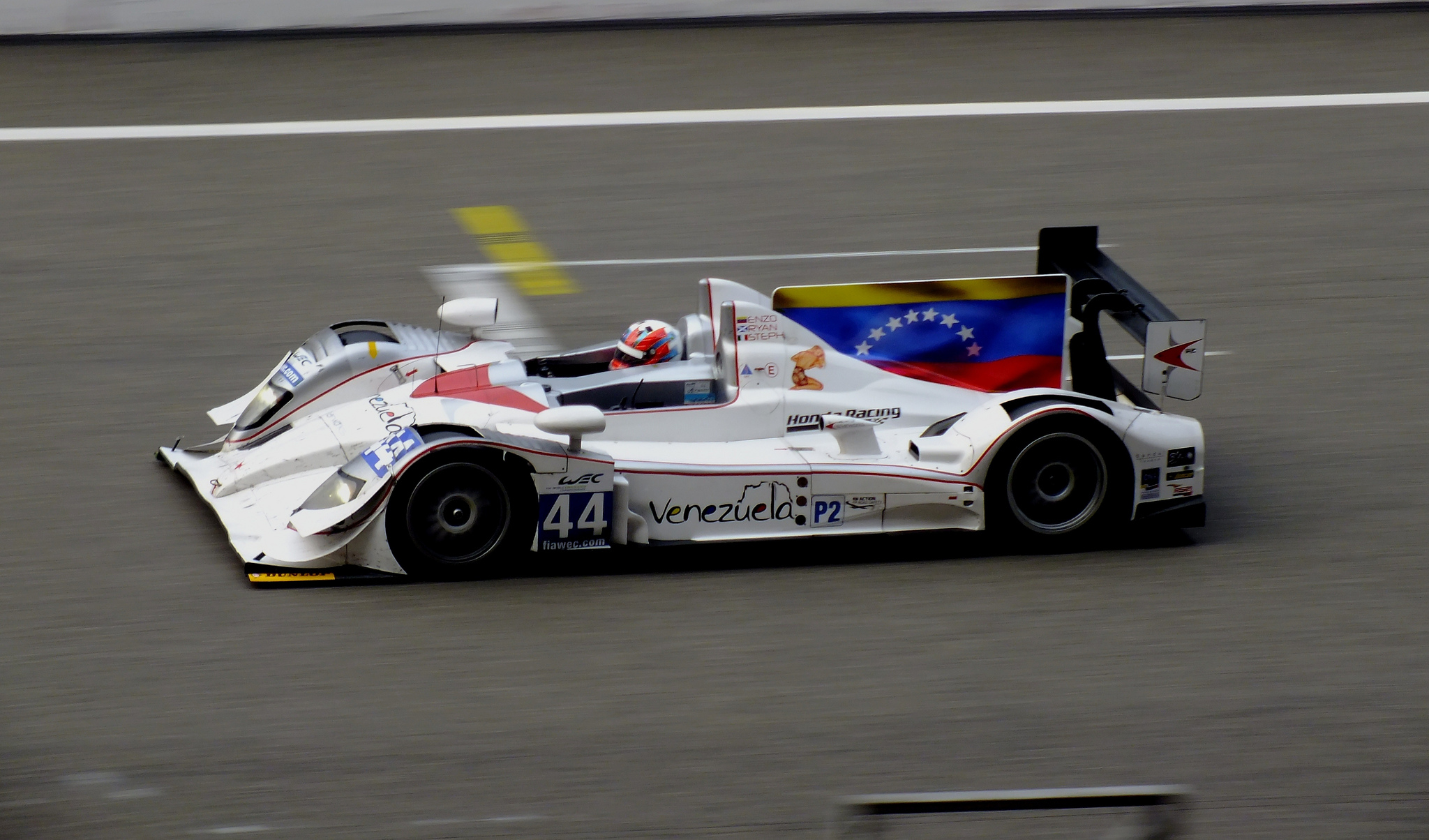
Ryan Dalziel beim 6-Stunden-Rennen von Shanghai 2012

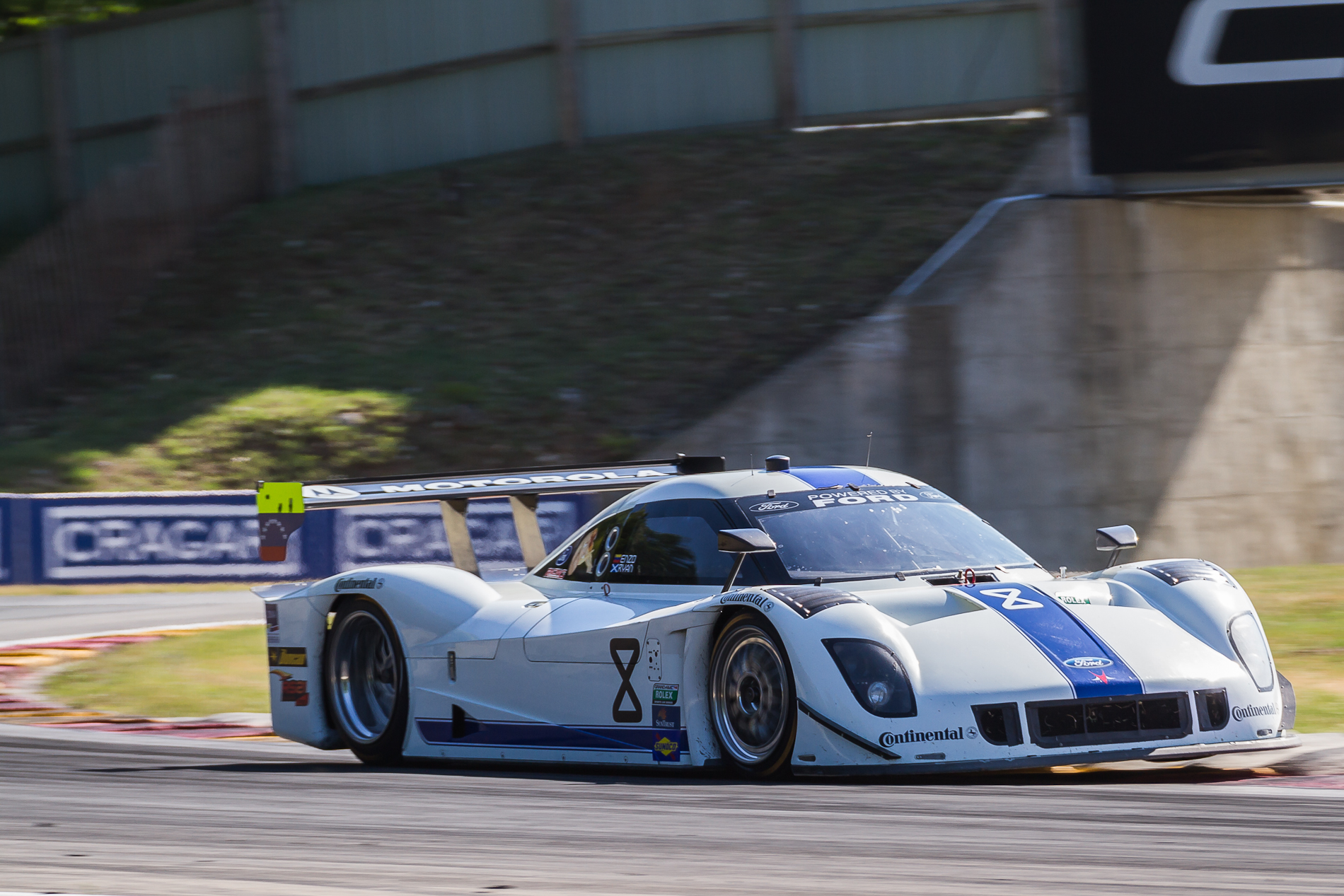
Im Riley MkXXVI beim 2-Stunden-Rennen von Road America 2012

Ryan Currien Dalziel [diːˈɛl] (* 12. April 1982 in Coatbridge, North Lanarkshire, Schottland) ist ein britischer Rennfahrer.

## Karriere
Dalziel begann seine Motorsportkarriere 1992 im Kartsport und war bis 1998 in dieser Sportart aktiv. 1999 wechselte er in den Formelsport und wurde auf Anhieb Vizemeister der britischen Formel Vauxhall hinter Gary Paffett. 2000 trat er in der britischen Formel Renault an. Dalziel gewann ein Rennen und wurde mit 260 zu 316 Punkten Vizemeister hinter Kimi Räikkönen. 2001 trat der Rennfahrer in der britischen Formel-3-Meisterschaft für verschiedene Teams an. Mit einem vierten Platz als bestes Resultat beendete er die Saison auf dem 13. Platz in der Fahrerwertung.
2002 verließ Dalziel Europa und startete in der Atlantic Championship. Er startete für zwei Teams und beendete die Saison mit zwei zweiten Plätzen als beste Resultate auf dem achten Gesamtrang. 2003 blieb Dalziel in der Atlantic Championship und trat für Sierra Sierra Racing an. Der Brite gewann zwei Rennen und unterlag am Saisonende nur A. J. Allmendinger. 2004 bestritt er seine dritte Saison in der Meisterschaft für Sierra Sierra Racing. In dieser Saison konnte er vier Rennen gewinnen und wurde abermals Vizemeister. Diesmal gewann Jon Fogarty die Meisterschaft.
2005 trat Dalziel in der American Le Mans Series (ALMS) an. Mit einer Podest-Platzierung wurde er Neunter in der GTS-Wertung. Außerdem nahm er an einem Rennen der Grand-Am Sports Car Series teil. Im Formelsport gab der Brite in dieser Saison sein Champ-Car-Debüt für Dale Coyne Racing. In der Fahrerwertung belegte er den 23. Platz. 2006 trat Dalziel nur in der Grand-Am Sports Car Series an und wurde 16. in der DP-Wertung. 2007 kehrte Dalziel in die Champ Car zurück und trat für Pacific Coast Motorsports an. Mit einem siebten Platz als bestes Ergebnis belegte Dalziel den 14. Gesamtrang. Außerdem nahm er an vier Rennen der Grand-Am Sports Car Series teil und wurde 33. in der DP-Wertung.
2008 nahm Dalziel an der ersten Saison der Superleague Formula für das von Alan Docking Racing betreute Team der Glasgow Rangers teil. Er bestritt fünf von sechs Rennwochenenden und erzielte einen fünften Platz als bestes Resultat. Außerdem nahm er erneut an der Grand-Am Sports Car Series teil und gewann sein erstes Rennen in dieser Serie. Die Saison beendete er auf dem 27. Platz der DP-Wertung. 2009 belegte er den 23. Platz in der DP-Wertung der Grand-Am Sports Car Series. 2010 gewann der Brite wieder ein Rennen in der Grand-Am Sports Car Series und wurde Siebter in der DP-Wertung. Außerdem trat er zu zwei Rennen der ALMS und zum 24-Stunden-Rennen von Le Mans an.

## Statistik

### Karrierestationen
- 1992–1998: Kartsport
- 1999: Britische Formel Vauxhall (Platz 2)
- 2000: Britische Formel Renault (Platz 2)
- 2001: Britische Formel-3-Meisterschaft (Platz 13)
- 2002: Atlantic Championship (Platz 8)
- 2003: Atlantic Championship (Platz 2)
- 2004: Atlantic Championship (Platz 2)
- 2005: American Le Mans Series, GTS-Wertung (Platz 9); Champ Car (Platz 23); Grand-Am Sports Car Series, DP-Wertung (Platz 66)
- 2006: Grand-Am Sports Car Series, DP-Wertung (Platz 16)
- 2007: Champ Car (Platz 14); Grand-Am Sports Car Series, DP-Wertung (Platz 33)
- 2008: Superleague Formula; Grand-Am Sports Car Series, DP-Wertung (Platz 27)
- 2009: Grand-Am Sports Car Series, DP-Wertung (Platz 23)
- 2010: Grand-Am Sports Car Series, DP-Wertung (Platz 7); American Le Mans Series

### Le-Mans-Ergebnisse
| Jahr | Team                       | Fahrzeug        | Teamkollege         | Teamkollege              | Platzierung            | Ausfallgrund |
| ---- | -------------------------- | --------------- | ------------------- | ------------------------ | ---------------------- | ------------ |
| 2010 | Jaguar Rocketsports Racing | Jaguar XKR GT2  | Paul Gentilozzi     | Marc Goossens            | Ausfall                | Motorschaden |
| 2012 | Starworks Motorsport       | HPD ARX-03b     | Vicente Potolicchio | Thomas Kimber-Smith      | Rang 7 und Klassensieg |              |
| 2013 | SRT Motorsports            | SRT Viper GTS-R | Dominik Farnbacher  | Marc Goossens            | Rang 24                |              |
| 2015 | Extreme Speed Motorsports  | Ligier JS P2    | Scott Sharp         | David Heinemeier Hansson | Rang 28                |              |
| 2016 | Extreme Speed Motorsports  | Ligier JS P2    | Chris Cumming       | Luís Felipe Derani       | Rang 42                |              |

### Sebring-Ergebnisse
| Jahr | Team                      | Fahrzeug                | Teamkollege              | Teamkollege            | Platzierung             | Ausfallgrund |
| ---- | ------------------------- | ----------------------- | ------------------------ | ---------------------- | ----------------------- | ------------ |
| 2005 | Pacific Coast Motorsports | Chevrolet Corvette C5-R | Alex Figge               | David Empringham       | Rang 9                  |              |
| 2010 | Jaguar RSR                | Jaguar XKRS             | Paul Gentilozzi          | Marc Goossens          | Ausfall                 | Kühler       |
| 2011 | Core Autosport            | Oreca FLM09             | Jon Bennett              | Frankie Montecalvo     | Rang 11                 |              |
| 2012 | Starworks Motorsport      | HPD ARX-03b             | Enzo Potolicchio         | Stéphane Sarrazin      | Rang 3 und Klassensieg  |              |
| 2013 | SRT Motorsports           | SRT Viper GTS-R         | Dominik Farnbacher       | Marc Goossens          | Rang 19                 |              |
| 2014 | Extreme Speed Motorsports | HPD ARX-03b             | David Brabham            | Scott Sharp            | Rang 2                  |              |
| 2015 | Tequila Patron ESM        | HPD ARX-03b             | David Heinemeier Hansson | Scott Sharp            | Ausfall                 | Defekt       |
| 2016 | VisitFlorida.com Racing   | Oreca 05                | Ryan Hunter-Reay         | Marc Goossens          | Rang 5                  |              |
| 2017 | Tequila Patron ESM        | OnRoak Nissan DPi       | Luís Felipe Derani       | Scott Sharp            | Ausfall                 | Defekt       |
| 2018 | Tequila Patron ESM        | OnRoak Nissan DPi       | Olivier Pla              | Scott Sharp            | Ausfall                 | Unfall       |
| 2019 | Tequila Patron ESM        | Audi R8 LMS GT3         | Parker Chase             | Ezequiel Pérez Companc | Rang 33                 |              |
| 2021 | Era Motorsport            | Oreca LMP2 07           | Dwight Merriman          | Kyle Tilley            | Rang 7                  |              |
| 2022 | Era Motorsport            | Oreca 07                | Dwight Merriman          | Kyle Tilley            | Rang 9                  |              |
| 2023 | Era Motorsport            | Oreca 07                | Dwight Merriman          | Christian Rasmussen    | Rang 5                  |              |
| 2024 | Era Motorsport            | Oreca 07                | Dwight Merriman          | Connor Zilisch         | Rang 10 und Klassensieg |              |

### Einzelergebnisse in der FIA-Langstrecken-Weltmeisterschaft
| Saison | Team                      | Rennwagen                | 1   | 2   | 3   | 4   | 5   | 6   | 7   | 8   | 9   |
| ------ | ------------------------- | ------------------------ | --- | --- | --- | --- | --- | --- | --- | --- | --- |
| 2012   | Starworks Motorsport      | HPD ARX-03b              | SEB | SPA | LEM | SIL | SAO | BAH | FUJ | SHA |     |
| 2012   | Starworks Motorsport      | HPD ARX-03b              | 3   | 34  | 7   | 9   | 7   |     | 9   | 8   |     |
| 2013   | SRT Motorsports           | SRT Viper GTS-R          | SIL | SPA | LEM | SAO | AUS | FUJ | SHA | BAH |     |
| 2013   | SRT Motorsports           | SRT Viper GTS-R          | 24  |     |     |     |     |     |     |     |     |
| 2014   | Extreme Speed Motorsports | HPD ARX-03               | SIL | SPA | LEM | AUS | FUJ | SHA | BAH | SAO |     |
| 2014   | Extreme Speed Motorsports | HPD ARX-03               |     |     |     | 10  |     | 10  |     |     |     |
| 2015   | Extreme Speed Motorsports | HPD ARX-04b Ligier JS P2 | SIL | SPA | LEM | NÜR | AUS | FUJ | SHA | BAH |     |
| 2015   | Extreme Speed Motorsports | HPD ARX-04b Ligier JS P2 | DNF | 30  | 28  | 12  | 9   | 12  | DNF | 17  |     |
| 2016   | Extreme Speed Motorsports | Ligier JS P2             | SIL | SPA | LEM | NÜR | MEX | AUS | FUJ | SHA | BAH |
| 2016   | Extreme Speed Motorsports | Ligier JS P2             | 6   | 8   | 42  | 10  | 8   | 13  | 11  | 12  | 12  |